# XVIIIe gouvernement constitutionnel de Sao Tomé-et-Principe
République démocratique de Sao Tomé-et-Principe
XVIIe 
Le XVIIIe gouvernement constitutionnel de Sao Tomé-et-Principe (en portugais : XVIIIe Governo Constitucional de São Tomé e Príncipe) est le vingtième gouvernement de Sao Tomé-et-Principe depuis l'instauration de la démocratie. Il entre fonction le 12 novembre 2022, sous le Premier ministre Patrice Trovoada et le président de la République Carlos Vila Nova.
Le gouvernement est remanié le 8 janvier 2024.

## Composition initiale

### Premier ministre
- Premier ministre : Patrice Trovoada

### Ministres
| Portefeuille                                                                      | Titulaire            | Partis | Partis |
| --------------------------------------------------------------------------------- | -------------------- | ------ | ------ |
| Ministre de la Justice, de l'Administration publique et des Droits de l'Homme     | Ilza Amado Vaz       |        |        |
| Ministre de la Présidence du Conseil des ministres et des Affaires parlementaires | Gareth Guadalupe     |        |        |
| Ministre des Affaires étrangères, de la Coopération et des Communautés            | Alberto Neto Pereira |        |        |
| Ministre de la Défense et de l'Administration interne                             | Jorge Amado          |        |        |
| Ministre de l'Agriculture, du Développement rural et de la Pêche                  | Abel Bom Jesus       |        |        |
| Ministre de la Planification, des Finances et de l'Économie bleue                 | Genésio da Mata      |        |        |
| Ministre de la Santé, du Travail et des Affaires sociales                         | Celsio Junqueira     |        |        |
| Ministre de l'Éducation, de la Culture et des Sciences                            | Isabel de Abreu      |        |        |
| Ministre des Infrastructures, des Ressources naturelles et de l'Environnement     | Adelino Rosa Cardoso |        |        |
| Ministre de la Jeunesse et des Sports                                             | Eurídice Medeiros    |        |        |
| Ministre des Droits des femmes                                                    | Maria Pina Delgado   |        |        |

## Évolution de la composition du gouvernement

### Démission d'Alberto Neto Pereira
Le ministre des Affaires étrangères, de la Coopération et des Communautés Alberto Neto Pereira est limogé par décret présidentiel le 8 août 2023. L'ensemble de ses portefeuilles sont repris dès le lendemain par la ministre de la Présidence du Conseil des ministres et des Affaires parlementaires Gareth Guadalupe. Ce limogeage intervient quelques semaines après que le ministre ait critiqué la participation du Portugal et de l'Angola dans l'enseignement du portugais en Guinée équatoriale

### Remaniement de 2024
Le gouvernement subit un remaniement en profondeur le 8 janvier 2024.
La démission du ministre des Infrastructures, des Ressources naturelles et de l'Environnement Adelino Rosa Cardoso, annoncée quelques jours plus tôt, est confirmée. La ministre des Droits des femmes Maria Pina Delgado est remplacée par Angela dos Santos da Costa. Il s'agit là des seuls départs.
Cinq personnes entrent au gouvernement. José Nascimento de Rio reprend les portefeuilles des Infrastructures et des Ressources naturelles quand Nilda Borge da Mat celui de l'Environnement. Lúcio Daniel Magalhães obtient les portefeuilles de la Présidence du Conseil des ministres, des Affaires parlementaires et de la Coordination du développement durable, jusque là occupés avec ceux des Affaires étrangères par Gareth Guadalupe. Disney Leite est nommée ministre de l'Économie, un nouveau rôle dans le gouvernement.
Parmi les changements de fonction, en plus de Gareth Guadalupe, Genésio da Mata, ministre de la Planification et des Finances, se voit retirer le portefeuille de l'Économie bleue, et Genésio da Mata du Travail et de la Solidarité perd la Santé, au profit d'Angela dos Santos da Costa.

## Composition définitive

### Premier ministre
- Premier ministre : Patrice Trovoada

### Ministres
| Portefeuille | Titulaire                  | Partis | Partis |
| --- | -------------------------- | ------ | ------ |
| Ministre de la Justice, de l'Administration publique et des Droits de l'Homme                                                  | Ilza Amado Vaz             |        |        |
| Ministre de la Présidence du Conseil des ministres, des Affaires parlementaires et de la Coordination du développement durable | Lúcio Daniel Magalhães     |        |        |
| Ministre des Affaires étrangères, de la Coopération et des Communautés                                                         | Gareth Guadalupe           |        |        |
| Ministre de la Défense et de l'Administration interne                                                                          | Jorge Amado                |        |        |
| Ministre de l'Agriculture, du Développement rural et de la Pêche                                                               | Abel Bom Jesus             |        |        |
| Ministre de la Santé et des Droits des femmes                                                                                  | Angela dos Santos da Costa |        |        |
| Ministre de la Planification et des Finances                                                                                   | Genésio da Mata            |        |        |
| Ministre du Travail et de la Solidarité                                                                                        | Celsio Junqueira           |        |        |
| Ministre de l'Éducation, de la Culture et des Sciences                                                                         | Isabel de Abreu            |        |        |
| Ministre de la Jeunesse et des Sports                                                                                          | Eurídice Medeiros          |        |        |
| Ministre de l'Économie | Disney Leite               |        |        |
| Ministre de l'Environnement | Nilda Borge da Mat         |        |        |
| Ministre des Infrastructures et des Ressources naturelles                                                                      | José Nascimento de Rio     |        |        |

## Parité
Le gouvernement est composé de sept hommes et de quatre femmes. Après le remaniement de 2024, le gouvernement est composé de huit hommes et de cinq femmes.